# Antonio Dimitri
Antonio Dimitri (Castellammare di Stabia, 7 april 1967 – Francavilla Fontana, 14 juli 2000) was een officier van de Carabinieri in Zuid-Italië.
Dimitri werd doodgeschoten tijdens een overval van een kredietinstelling in Francavilla Fontana nabij Brindisi. Twee gangsters hadden twee gijzelaars genomen en zochten een vluchtweg naar buiten. Dimitri legde zijn wapen opzij om de gijzelaars niet in gevaar te brengen. Op dat moment schoot een derde gangster die buiten post gevat had, hem dood. Carlo Azeglio Ciampi, president van Italië, verleende hem in 2003 postuum de gouden medaille voor Dapperheid.